# Attentat du 19 avril 2016 à Kaboul
L'attentat de Kaboul est une attaque terroriste survenue le 19 avril 2016 à Kaboul, en Afghanistan. Elle fait 64 victimes, le bilan le plus meurtrier pour une attaque en zone urbaine dans le pays depuis 2001.

## Déroulement
L'attaque débute par un attentat-suicide à l'aide d'un camion de chantier piégé devant un bâtiment des services de renseignements afghans, qui provoque la mort d'au moins une trentaine de personnes, suivie de l'entrée d'au moins un assaillant dans le complexe où d'intenses échanges de tir ont lieu avec les forces de l'ordre,.